# Kalapodi
Kalapodi (griechisch Καλαπόδι (n. sg.)) ist ein Ort in Mittelgriechenland. Er liegt in der Nähe des größeren Ortes Atalandi in der Gemeinde Lokri und ist vor allem durch seine archäologische Stätte bekannt.

## Heiligtum
Das Heiligtum wurde in der mykenischen Zeit gegründet und scheint ohne Unterbrechung bis in die Römische Kaiserzeit in Benutzung gewesen zu sein. Deshalb ist der Ort von großer Bedeutung für die Erforschung der sogenannten Dunklen Jahrhunderte auf dem griechischen Festland. In der archaischen Zeit wurden zwei Tempel errichtet, von denen der nördliche wahrscheinlich dem Gott Apollon gewidmet war, der südliche dessen Schwester Artemis. 480 v. Chr. wurde das Heiligtum durch die Perser zerstört; nur der nördliche Tempel wurde danach wieder aufgebaut. Die zugehörige Ortschaft blieb bis in die Spätantike besiedelt, die jüngsten Fundmünzen stammen aus der Zeit Justinians (6. Jahrhundert n. Chr.).
Die Stätte steht unter der Aufsicht der 14. Ephorie für Prähistorische und Klassische Altertümer.

## Archäologische Forschungen
Kalapodi wurde zwischen 1972 und 1982 unter der Leitung von Rainer Felsch ausgegraben. Seit 2004 werden die Forschungen als Projekt des Deutschen Archäologischen Instituts Athen, zunächst unter der Leitung von Wolf-Dietrich Niemeier, danach von Katja Sporn, fortgeführt. Dabei liegt der Schwerpunkt auf dem südlichen Tempel und seinen Vorgängerbauten, die nach neuesten Erkenntnissen mindestens bis in das 14. Jahrhundert v. Chr., wenn nicht sogar in die mittelhelladische Zeit zurückreichen. Weihgeschenke von der prähistorischen bis in die römische Zeit geben außerdem Aufschluss über die Entwicklung des Kultes. Die Ergebnisse dieser Grabungen deuten darauf hin, dass das Heiligtum von Kalapodi das lange gesuchte Apollon-Orakel von Abai ist. Im Apollo-Tempel fanden sich Reste von Wandmalereien. Sie sind in a secco ausgeführt und zeigen zwei Hopliten-Armeen die sich im Kampf gegenüberstehen. Die Malereien datieren in die zweite Hälfte des siebten vorchristlichen Jahrhunderts. Griechische Wandmalereien aus dieser Zeit sind ansonsten ausgesprochen selten.
Während der Kampagne im Sommer 2009 wurden die Arbeiten in einem von der Gerda Henkel Stiftung geförderten Filmprojekt namens L.I.S.A.video aufgezeichnet. Die Aufnahmen wurden in zehn Folgen auf L.I.S.A., dem Wissenschaftsportal der Gerda Henkel Stiftung, veröffentlicht.
2014 wurden durch geophysikalische Prospektionen zahlreiche Überreste von baulichen Strukturen im Umland des Heiligtums entdeckt. Künftige Ausgrabungen sollen klären, in welchem Verhältnis diese Bauten zum Heiligtum standen.